# Cantone di Hautefort
Il Cantone di Hautefort era una divisione amministrativa dell'arrondissement di Périgueux.
A seguito della riforma approvata con decreto del 21 febbraio 2014, che ha avuto attuazione dopo le elezioni dipartimentali del 2015, è stato soppresso.

## Composizione
Comprendeva i comuni di:
- Badefols-d'Ans
- Boisseuilh
- La Chapelle-Saint-Jean
- Cherveix-Cubas
- Chourgnac
- Coubjours
- Granges-d'Ans
- Hautefort
- Nailhac
- Sainte-Eulalie-d'Ans
- Teillots
- Temple-Laguyon
- Tourtoirac